# Fernando II de León
Fernando II de León (Toledo, 1137-Benavente (Zamora), 22 de enero de 1188), rey de León entre los años 1157 y 1188.

## Biografía

### Orígenes familiares
Hijo del primer matrimonio de Alfonso VII de León con Berenguela de Barcelona, tuvo por abuelos  paternos al conde Raimundo de Borgoña y la reina Urraca I de León y por abuelos maternos al conde de Barcelona Ramón Berenguer III y Dulce de Provenza. Fueron sus hermanos el futuro rey Sancho III de Castilla y la infanta Sancha de Castilla, que contrajo matrimonio con Sancho VI de Navarra. Además fue hermano de padre de la infanta Sancha de Castilla, fruto del segundo matrimonio de Alfonso VII con Riquilda de Polonia. Sancha contraería matrimonio con Alfonso II de Aragón.

### Infancia y juventud del rey
Su educación fue confiada a un magnate gallego, el conde Fernando Pérez de Traba de la misma estirpe que los antiguos caballeros de su abuela, la reina Urraca, y de los preceptores y defensores de su padre, Alfonso VII, también padre de quien fue su segunda esposa, Teresa Fernández de Traba. Pronto fue iniciado en las tareas de gobierno. Desde 1151 es asociado al trono por su padre, junto con su hermano el infante Sancho, rey de Castilla, por lo que en documentos de León y Galicia es habitual su confirmación con el título de rey, o rey de Galicia. Se vio rodeado desde el principio por los magnates leoneses y gallegos, como los condes Ponce de Minerva, Ramiro Froilaz, Pedro Alfonso y Fernando Pérez de Traba.
En un concilio iniciado en Valladolid en el año 1155, se acordaron los términos de la división de los Estados de su padre, que aún vivía. Allí se asignaron bajo su soberanía los reinos de León y Galicia, excluyéndose la Tierra de Campos, Sahagún y Asturias de Santillana.

### Inicio de su reinado y primer matrimonio con Urraca de Portugal
En 1157 falleció su padre el rey Alfonso VII de León y tal como el difunto rey había dispuesto en su testamento, su segundo hijo pasó a ser rey con el nombre de Fernando II de León, gobernando los territorios de los reinos de León y de Galicia. En 1158 acordó con su hermano Sancho III de Castilla, rey de Castilla, en el Tratado de Sahagún, repartirse los territorios que conquistaran a los musulmanes y en caso de que uno de los dos hermanos falleciese el superviviente heredase el reino del difunto y una parte del Reino de Portugal. La muerte de su hermano Sancho, que falleció en 1158 y fue sucedido en el trono castellano por su hijo Alfonso VIII de Castilla, anuló las cláusulas del tratado de Sahagún.
Durante la minoría de edad de su sobrino Alfonso VIII de Castilla, en el reino de Castilla comenzó la rivalidad entre la Casa de Lara y la Casa de Castro por ejercer la regencia en nombre del niño rey. Aprovechando el estado anárquico en el que se hallaba el reino de su difunto hermano, Fernando II de León invadió el reino de Castilla al frente de un ejército, y exigió, a fin de restaurar el orden en el reino, que los Lara le entregasen a su sobrino Alfonso VIII, de cuya educación deseaba hacerse cargo.
En 1160 Fernando Rodríguez de Castro el Castellano, al mando de las fuerzas de la casa de Castro, derrotó a los partidarios de los Lara en la Batalla de Lobregal, en la que perdió la vida el conde Osorio Martínez, su suegro, y en la que Nuño Pérez de Lara fue capturado. Ese mismo año, Fernando II fue curado de una grave enfermedad supuestamente por intercesión de San Martín de Tours y Santa Eufemia de Orense. En 1162 Rodríguez de Castro fue nombrado mayordomo mayor de Fernando II de León, cargo que desempeñó en dos ocasiones; en la primera de ellas tomó posesión del cargo el 15 de agosto de 1162 y fue cesado el 6 de septiembre de 1164. Posteriormente volvió a desempeñar el mismo puesto, entre el 19 de octubre de 1165 y el 15 de mayo de 1166.
Contrajo matrimonio en 1165 con Urraca de Portugal, infanta de Portugal, hija del rey Alfonso Henriques y de Mafalda de Saboya. Por esas fechas, restauró y repobló las ciudades de Ledesma y Ciudad Rodrigo, y ello provocó que los habitantes de Salamanca que, al parecer, habían comprado la ciudad de Ledesma, tomaran las armas contra el rey y los magistrados de Ledesma; cuando el rey Fernando tuvo conocimiento de ello, marchó con su ejército contra los sublevados y los obligó a retornar a su ciudad.

### La guerra contra el reino de Castilla (1162-1166)

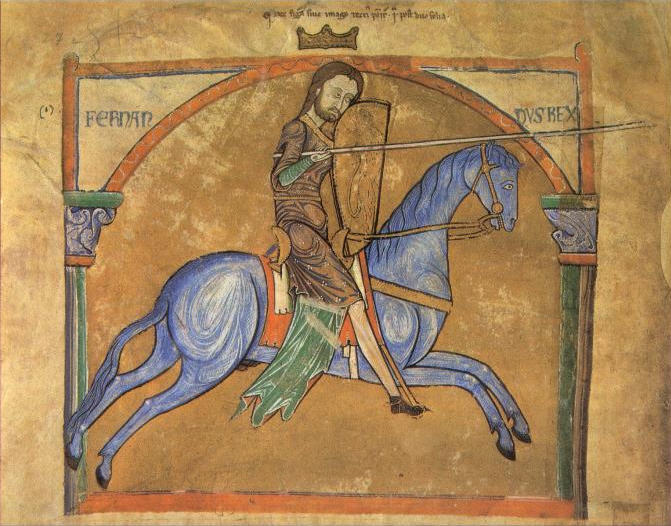
Fernando II según una miniatura del Tumbo A de la Catedral de Santiago de Compostela.

En 1162, conquistó la ciudad de Toledo, arrebatándosela a los castellanos, y nombrando a continuación gobernador de la ciudad a Fernando Rodríguez de Castro. La ciudad de Toledo permaneció en poder de los leoneses hasta el año 1166, en que fue recuperada por los castellanos. 
El 27 de septiembre de 1162, el rey de León firmó un acuerdo, conocido como el tratado de Ágreda, con Alfonso II de Aragón.
En 1164 Fernando Rodríguez el Castellano penetró en el reino de Castilla por segunda vez con un ejército y derrotó al conde Manrique Pérez de Lara en la Batalla de Huete, librada en el mes de junio o julio de ese año. Cuatro años después fue nombrado alcalde de León, siendo su deber controlar y estar al mando de las fortalezas existentes en la ciudad, hasta el año 1182, en que dejó el cargo.
Fernando II de León y los miembros de la Casa de Lara se reunieron en Soria y acordaron que, para defender la ciudad de Toledo de los sarracenos, entregarían a la Orden del Temple la plaza de Uclés, situada en la actual provincia de Cuenca, y que posteriormente se convertiría en la sede de la Orden de Santiago. El rey de León, temeroso de que los miembros de la Casa de Lara rompieran la paz acordada, se alió con Sancho VI de Navarra para intimidar a dichos magnates castellanos y, de ese modo, poder dirigir sus tropas contra los almohades, a quienes arrebató las ciudades de Alcántara y Alburquerque.

### Conquista de Badajoz y guerra con el reino de Portugal

Recreación del escudo físico de Fernando II de León (Tumbo A).

Entre los años 1166 y 1168 Alfonso I de Portugal se apoderó de varias plazas pertenecientes a la Corona leonesa. Fernando II de León repobló Ciudad Rodrigo, y el soberano de Portugal, sospechando que su yerno la fortificaba con el propósito de atacarle en el futuro, envió contra aquella plaza un ejército mandado por su hijo y heredero, el infante Sancho de Portugal. Acudió el rey de León en auxilio de la plaza sitiada y, en un encuentro que tuvo con las tropas portuguesas, las puso en fuga, capturando numerosos prisioneros. Alfonso I de Portugal invadió entonces Galicia, se apoderó de Tuy y de otros muchos castillos, y en el año 1169 atacó la ciudad de Cáceres. Posteriormente marchó junto con sus tropas contra la ciudad de Badajoz, que se hallaba en poder de los sarracenos, pero que según lo acordado en el tratado de Sahagún, que había sido firmado en 1158, debería pertenecer cuando fuera reconquistada al reino de León.
A principios del verano de 1169, Gerardo Sempavor, del reino de Portugal, tomó la ciudad de Badajoz después de un largo asedio, pero el gobernador de la ciudad se refugió en la Alcazaba de Badajoz, y el asedio hubo de continuar.
Viendo la oportunidad que se le presentaba de añadir a sus dominios la principal ciudad de la región a expensas de sus enemigos cristianos y musulmanes, Alfonso I de Portugal acudió con un ejército a Badajoz a fin de sustituir a Gerardo Sempavor como conductor del asedio.
La ciudad de Trujillo se convirtió en la cabeza del señorío reunido por Fernando Rodríguez de Castro el Castellano. Ello provocó la oposición del rey Fernando, quien argumentó que Badajoz le pertenecía. El rey de León se dirigió entonces hacia el sur al frente de un ejército, a petición del califa almohade Abu Yaqub Yusuf, quien ya había enviado un contingente de quinientos caballeros a fin de socorrer a su gobernador sitiado. El Castellano, como mayordomo mayor del monarca, fue uno de los jefes leoneses de la expedición. Los portugueses que sitiaban la Alcazaba de Badajoz, se vieron entonces sitiados por los leoneses, estallando la lucha en las calles de la ciudad. Mientras trataba de escapar, Alfonso I de Portugal fue capturado por los hombres de Fernando II, después de haberse roto una pierna. Al mismo tiempo, Fernando II capturó a Gerardo Sempavor. Tras la toma de la ciudad y de la Alcazaba de Badajoz por los leoneses, estos últimos dejaron la ciudad en manos de sus aliados musulmanes. Gerardo Sempavor tuvo que entregar al reino de León varias de las localidades que había conquistado, a cambio de su libertad.
Fernando II de León conservó la ciudad de Cáceres, pero las localidades de Trujillo, Montánchez, Santa Cruz de la Sierra y Monfragüe pasaron a ser propiedad de Fernando Rodríguez de Castro. Tras la donación recibida, Rodríguez de Castro pasó a ser señor de un señorío semiindependiente localizado entre los ríos Tajo y Guadiana, cuya sede se hallaba en la ciudad de Trujillo. Alfonso VIII se percató de la importancia estratégica de las fortalezas concedidas al Castellano, con vistas a una futura repoblación, pues las fortalezas se hallaban en la zona que según el Tratado de Sahagún de 1158 pertenecía al área de influencia del reino de Castilla. Vencidos por Alfonso I de Portugal, los musulmanes atacaron en 1173 el reino de León, intentando apoderarse de Ciudad Rodrigo; pero Fernando II, que tuvo conocimiento de sus propósitos, se atrincheró en la ciudad salmantina con las tropas que pudo reunir en León, en Zamora, en varios lugares de Galicia y en otros puntos del reino, dando orden al mismo tiempo al resto de su ejército de reunirse con él lo antes posible. Los musulmanes fueron derrotados y sólo pudieron conservar su libertad aquellos que se dieron a la fuga.
En 1170 se creó la Orden de Santiago, con el fin de proteger a los peregrinos que visitaban la tumba del Apóstol Santiago.

### Segundo matrimonio con Teresa Fernández de Traba

Sello de Fernando II

En el año 1175, el rey Fernando se vio obligado a repudiar a su primera esposa, la reina Urraca de Portugal al anular el Papa Alejandro III su matrimonio tras diez años de producirse, ya que eran parientes en tercer grado y eran primos segundos. Todo ello a pesar de que la reina había dado a luz al infante Alfonso en 1171, el cual sucedería a su padre en el trono leonés. El oro de Castilla e Inglaterra contrarrestaron el que León ofreció a Roma para lograr la bula Papal, pues su validez suponía de facto la alianza de Portugal y León, lo cual no interesaba ni a Castilla ni a Inglaterra, que entre sí tenían lazos familiares al estar desposado el rey Alfonso VIII de Castilla con Leonor de Plantagenet, hija de Enrique II de Inglaterra.
Entre 1177 y antes del 7 de octubre de 1178 contrajo matrimonio con su segunda esposa, Teresa Fernández de Traba, hija ilegítima del conde Fernando Pérez de Traba y de Teresa de León y viuda del conde Nuño Pérez de Lara.

### Guerra con el reino de Castilla y conferencia de Tordesillas (1178-1180)
En 1178 Fernando II de León invadió el reino de Castilla. Se apoderó de los municipios de Castrojeriz y Dueñas antes de que Alfonso VIII hubiese podido poner dichas fortalezas en estado de alerta, al tiempo que el soberano castellano se aliaba con Alfonso I de Portugal, que envió a su hijo, el infante Sancho de Portugal, a luchar contra el rey de León.
En 1180 se reunieron en la localidad vallisoletana de Tordesillas los reyes de Castilla y León, donde acordaron poner fin a sus diferencias, sellando un acuerdo de paz. El 6 de febrero de 1180 falleció su segunda esposa, la reina Teresa Fernández de Traba, que murió al dar a luz un hijo, que falleció al mismo tiempo que su madre y fue sepultado junto con ella en el Panteón de Reyes de San Isidoro de León.

### Ordenación del territorio

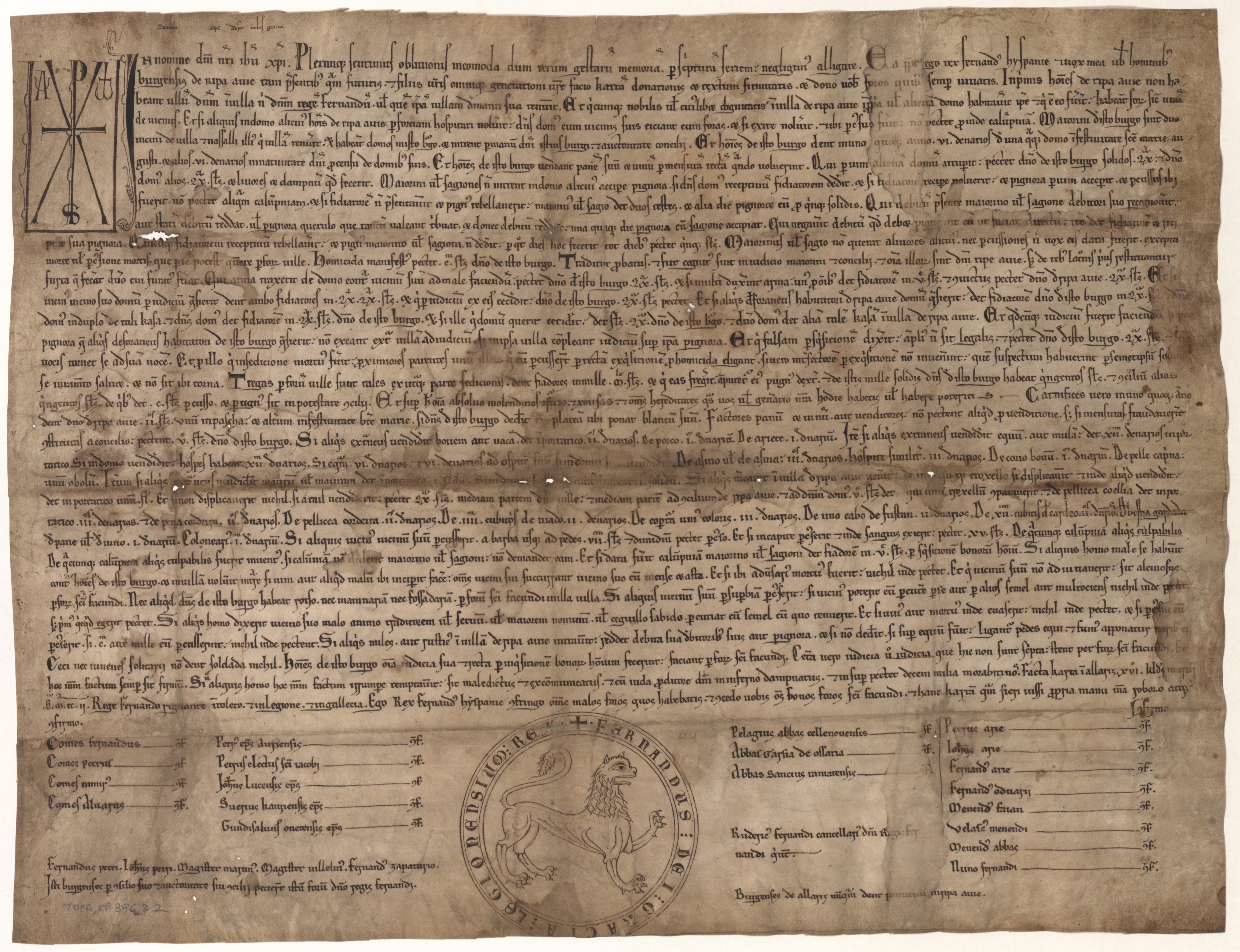
Fuero de Ribadavia.

El rey Fernando otorgó cartas forales a numerosas ciudades y villas; en 1164, a Padrón y Ribadavia; en 1168, a Noya; en 1169 a Castro Caldelas y a la ciudad de Pontevedra; en 1170 a la ciudad de Tuy y en 1177 a la ciudad de Lugo. Favoreció también a numerosos monasterios, tales como los de Sobrado, Melón, Armenteira, Moraime y el de San Martín de Xubia. Benefició además a la catedral de Santiago de Compostela, otorgando una pensión vitalicia al Maestro Mateo. Durante su reinado se fundó la Orden de Santiago y el papa Alejandro III concedió la gracia del año santo jubilar jacobeo (Bula Regis Aeterni, año 1181) como perpetuo. Dicho privilegio concedido a la catedral de Santiago de Compostela favoreció el apogeo de las peregrinaciones, al tiempo que potenció el desarrollo económico, cultural y artístico de los territorios atravesados por el Camino de Santiago.

### Tercer matrimonio con Urraca López de Haro
En 1187 Fernando II de León se casó por tercera vez con Urraca López de Haro, hija de Lope Díaz I de Haro, señor de Vizcaya, Nájera y miembro de la Casa de Haro, y de la condesa Aldonza, con quien mantenía relaciones amorosas desde el año 1180, en que falleció su segunda esposa. El rey donó a su esposa los castillos de Aguilar y Monteagudo.
Fernando auxilió al rey de Portugal cuando los musulmanes sitiaban la ciudad de Santarém. Urraca López de Haro, que tenía conocimiento  que se acercaba el final de la vida de su esposo, quiso elevar al trono de León a su único hijo superviviente, Sancho Fernández de León, en perjuicio del infante Alfonso de León, hijo primogénito de Fernando  y de la reina Urraca de Portugal. Para lograr su propósito la reina Urraca sostuvo que el nacimiento del infante Alfonso era ilegítimo, ya que el matrimonio de sus padres había sido anulado debido a los lazos de sangre existentes entre ambos cónyuges. El rey Fernando desterró entonces a su hijo primogénito, lo que supuso un triunfo para su madrastra, que se esforzó en que su hijo Sancho heredase el trono a la muerte de su padre.

## Muerte y sepultura

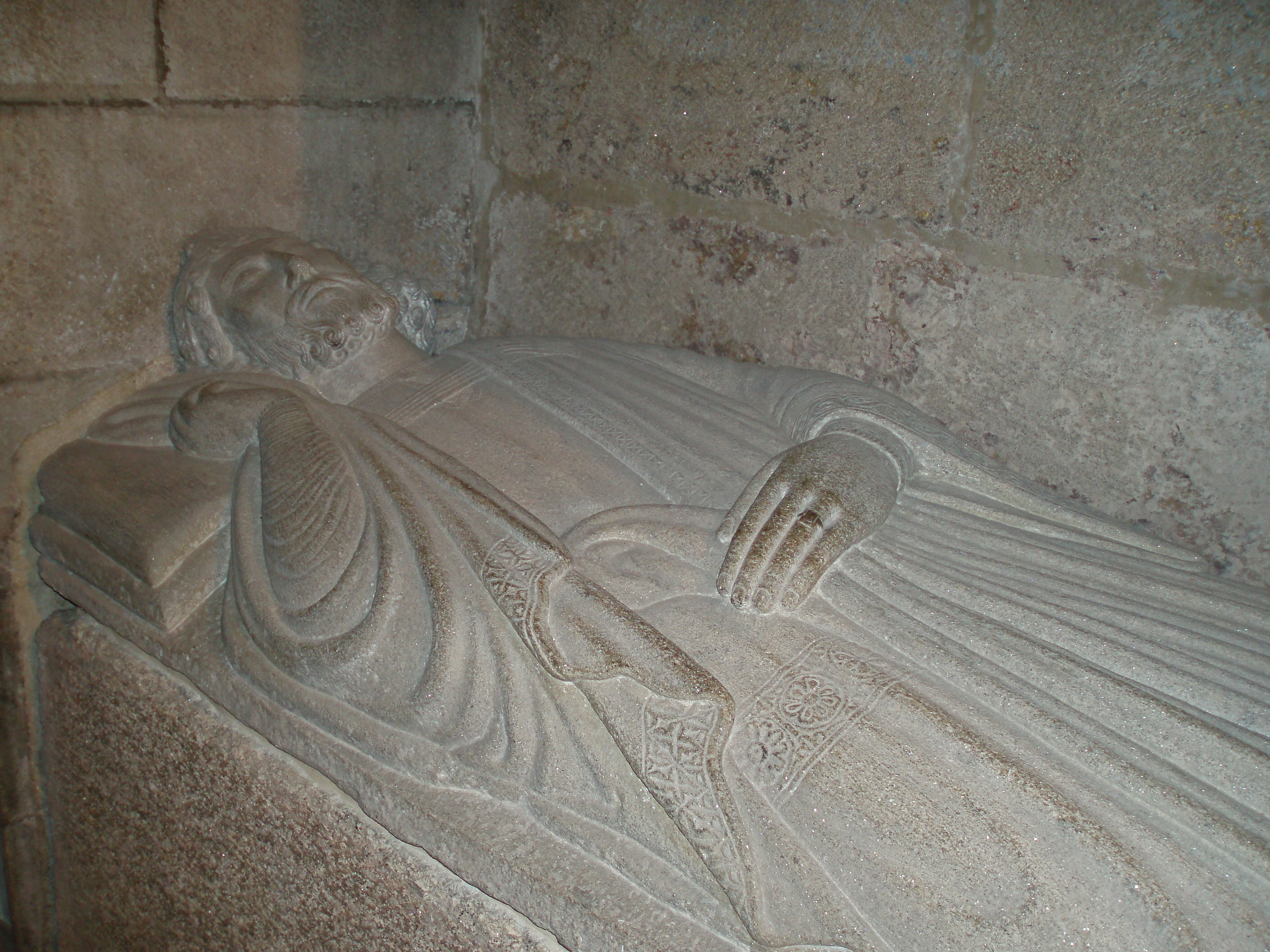
Sepulcro del rey Fernando II de León. Catedral de Santiago de Compostela.

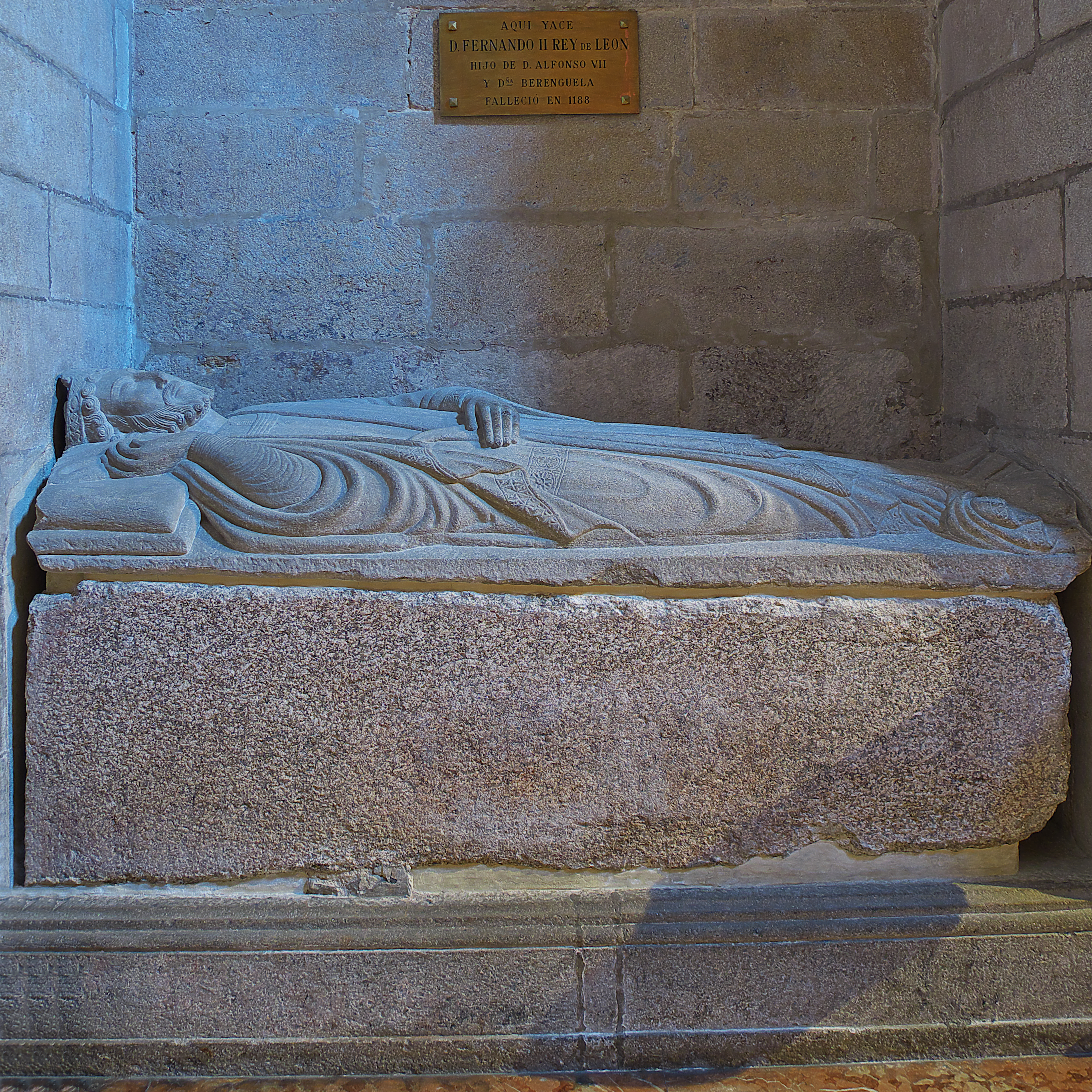
Sepulcro del rey. Catedral de Santiago de Compostela.

El rey Fernando falleció en la ciudad zamorana de Benavente, el 22 de enero de 1188, a los cincuenta y tres años de edad y fue sucedido en el trono por su hijo primogénito, Alfonso IX de León. La Primera Crónica General describe del siguiente modo la defunción del soberano leonés.

Et este rey Don Fernando de Leon, fijo dell Emperador et hermano del rey Don Sancho de Castiella, acabados ya con buen andança XXI anno de su regnado en su regno, fino en la villa de Benavent: et enterraronle en la eglesia de Sant Yague de Gallizia, cerca su abuelo el conde don Remond que yace y, et cerca la emperatriz donna Berenguella su madre...Et finco por heredero de Leon Don Alffonsso, fijo deste rey Don Fernando et de la reyna Doña Urraca, fija del rey don Alffonsso de Portugal.

Contraviniendo sus deseos de recibir sepultura en la catedral de Santiago de Compostela, fue enterrado en algún lugar, posiblemente en el Panteón de Reyes de San Isidoro de León, pues a su viuda, la reina Urraca, no le convenía trasladar los restos mortales a Santiago de Compostela, ya que su arzobispo, Pedro Suárez de Deza era partidario del rey Alfonso IX y no de la reina Urraca. 
Posteriormente, sus restos fueron trasladados por orden de su hijo Alfonso IX a la catedral de Santiago de Compostela, en la que el difunto rey de León había manifestado que deseaba ser sepultado, pues allí se hallaban sepultados su madre, la reina Berenguela de Barcelona, y su abuelo Raimundo de Borgoña, esposo de la reina Urraca y, por ello, en un documento otorgado en la ciudad de Benavente el 26 de julio de 1180, confirmó a la catedral de Santiago de Compostela las donaciones que el soberano le había concedido en el pasado, y que concernían a la capellanía y las sepulturas reales de la catedral, ordenando además en dicho documento que nadie construyese ningún castillo en aquel territorio.
El traslado de los restos del rey Fernando II es mencionado en un diploma otorgado en Zamora por el rey Alfonso IX de León, y fechado el 4 de mayo de 1188, en el que se certifica que los restos reales fueron trasladados a la Catedral de Santiago de Compostela por orden de su hijo, que deseaba cumplir las últimas voluntades paternas, y sepultados junto a los restos del Apóstol Santiago con honores reales, al tiempo que confirmaba en dicho documento los privilegios y exenciones concedidos a la catedral por el alma de su difunto padre, y por la suya propia.
El sepulcro del rey Fernando se encuentra colocado en la Capilla de las Reliquias de la catedral de Santiago de Compostela, donde se halla el Panteón Real de la seo compostelana. Sobre un sepulcro de piedra liso se halla colocada la estatua yacente que representa al difunto rey, que aparece ataviado con túnica y manto, ceñida la frente con corona real, y su cabeza aparece representada con cabello rizado y con barba, hallándose el brazo derecho del soberano levantado y colocado a la altura de su cabeza, mientras que su mano izquierda reposa sobre su pecho. La estatua yacente que representa a Fernando II de León ha sido fechada en la primera mitad del siglo siglo XIII, y fue realizada después de la defunción del rey, que falleció en el año 1188, lo que ha llevado a considerar que debió ser encargada por el heredero del rey, Alfonso IX de León.

## Matrimonios y descendencia
Fruto de su matrimonio con la reina Urraca de Portugal nació un hijo:
- Alfonso IX de León (1171-1230). Sucedió a su padre en el trono de León.

De su segundo matrimonio con Teresa Fernández de Traba nacieron:
- Fernando Fernández de León (1178-1187), nacido ilegítimo, fue legitimado tras el matrimonio de sus padres.
- Hijo (1180) fallecido al mismo tiempo que su madre como consecuencia del parto y sepultado en el Panteón de Reyes de San Isidoro de León en el que fue inhumada su madre.

Los hijos del tercer matrimonio con Urraca López de Haro, I señora de Monteagudo y Aguilar, fueron:
- García Fernández de León (1182-1184), nacido y fallecido natural.
- Alfonso Fernández de León (1184-c. 1188), nacido natural, fue legitimado tras el matrimonio de sus padres.
- Sancho Fernández de León (1186-1220), nacido natural, fue legitimado tras el matrimonio de sus padres; II señor de Monteagudo y Aguilar.

| Predecesor: Alfonso VII el Emperador | Rey de León 1157 - 1188 | Sucesor: Alfonso IX de León |